# Parahippus
Parahippus − rodzaj wymarłych ssaków z rodziny koniowatych, jeden z przodków współczesnych koniowatych. Forma przejściowa między Mesohippusem a Merychippusem. Żył w okresie wczesnego miocenu około 20 milionów lat temu. Był już w znacznym stopniu przystosowany do spożywania pokarmu trawiastego - nastąpiła u niego modyfikacja powierzchni trących siekaczy. Wysokość w kłębie – 80–90 cm.